# 查亚峰县
查亚峰县（印尼语：Kabupaten Puncak Jaya）是印度尼西亚巴布亚省中部的一个县，行政中心位于穆利亚。县的名称来源于原属查亚峰县境内的查亚峰。2010年普查，全县人口共101,148，2014年估计为124,461人。

## 地理
查亚峰县95%的土地是山地丘陵，只有5%是低洼地。
查亚峰原位于县西南，行政区划调整后现属顶峰县，海拔4,884米，是印度尼西亚最高峰，事实上也是喜马拉雅山脉和安第斯山脉之间的最高峰。
查亚峰县生物资源极为丰富，森林面积共1,453.20公顷，境内有350种鸟类、101种哺乳动物、150种昆虫、329种爬行动物和两栖动物。
查亚峰县年降雨量3935毫米，每年平均206天降雨。1月降雨最多，达456毫米；11月降雨最少，为203毫米。最高气温32℃，夜间最低气温可达9℃，平均湿度83.7%。上午和下午易起雾，航空也因此经常受干扰。

## 行政区划
查亚峰县共分为8个区（Kecamatan或Distrik）。
| 区           | 人口 2010普查 |
| ------------ | ------------- |
| Fawi         | 3,420         |
| 穆利亚 Mulia | 22,278        |
| Mewoluk      | 5,189         |
| Yamo         | 13,161        |
| Ilu          | 18,344        |
| Torere       | 6,710         |
| Jigonikme    | 8,040         |
| Tingginambut | 24,006        |

## 资料来源
1. ↑  Biro Pusat Statistik, Jakarta, 2011.
2. 1 2 3  .   [2017-02-26]. （原始内容存档于2020-11-30）.